# Fedor Houdek
Fedor Houdek (5. ledna 1877 Ružomberok – 26. února 1953 Bratislava) byl slovenský a československý národohospodář a politik, poslanec Revolučního národního shromáždění a ministr československé vlády. Později člen Republikánské strany zemědělského a malorolnického lidu a po roce 1945 aktivista slovenské Demokratické strany.

## Biografie
Počátkem 20. století působil v slovenském národním hnutí. Od roku 1907 byl prvním správcem Ľudovej banky v Ružomberku, podílel se na činnosti firmy svého otce. Od roku 1912 byl členem vedení Ústředního družstva pro hospodářství a obchod se sídlem v Budapešti, které založili Milan Hodža a Pavel Blaho.
V květnu 1914 se účastnil v Pešti porady Slovenské národní strany, na které bylo rozhodnuto o utvoření Slovenské národní rady. Zároveň se vedení Slovenské národní strany rozhodlo vypracovat ucelený stranický program. Houdek se následně účastnil koncipování jeho kapitol o hospodářské politice.
V letech 1918–1920 zasedal v Revolučním národním shromáždění za slovenskou reprezentaci (slovenští poslanci Revolučního národního shromáždění ještě nebyli organizováni podle stranických klubů). Byl profesí obchodníkem.
V letech 1919–1920 působil v první vládě Vlastimila Tusara jako ministr výživy lidu.
Na počátku 20. let byl členem Slovenské národní a rolnické strany (SNaRS) a v březnu 1920 se uvádělo, že za ni bude kandidovat v parlamentních volbách v roce 1920. V roce 1921 se stal předsedou slovenského odboru Národní rady Československé v Bratislavě, která byla volným střechovým orgánem sdružujícím státotvorné československé strany. Měl blízko k Vavro Šrobárovi.
Později se angažoval v Republikánské strany zemědělského a malorolnického lidu (agrární straně), do níž se SNaRS roku 1922 sloučila. Působil jako předseda správní rady Slovenské všeobecné úvěrové banky. Publikoval články zabývající se národohospodářstvím a družstevnictvím. V letech 1921–1949 byl předsedou vedení Ústředního družstva v Bratislavě. Po roce 1945 se angažoval v Demokratické straně a po roce 1948 odmítl spolupracovat s novým komunistickým režimem.

## Dílo
Spoluzakládal časopis Hlas, do kterého také přispíval. Skupině lidí, kteří vydávali tento časopis se říkalo hlasisté. Dále přispíval do Slovenského týždenníku, Ľudových novin a Národních novin. Vydával místní Liptovsko-Oravské noviny.
F. Houdek je také autorem několika publikací z oblasti historie a družstevnictví na Slovensku. např.:
- Počiatky československého družstevníctva : s dodatkami o niektorých družstvách na Slovensku
- Kapitulácia Maďárov v roku 1918
- Osvobodenie Slovenska
- Roľník a jeho družstevníctvo (Sborník)